# 白いも
白いも（しろいも）とは食用のサツマイモの一品種に対する通称である。

## 名称
日本いも類研究会のサイトによれば、これは在来品種に分類される七福の事である。七福は明治33年、広島県の久保田勇次郎によりアメリカから導入された。
愛媛県観光物産課のサイトでは、白いもが品種のように扱われており、新居浜市大島では七福芋と呼ばれていると記載されている。また、白いもは大島以外では育たないとも記載されている。
東京都新島と式根島の島民たちからはアメリカ芋と呼ばれている。
なお、キクイモもアメリカイモと呼ばれるが、こちらはヒマワリ属の多年草である。

## 特徴
「白いも」と呼ばれるとおり、表皮が白味を帯びているが、甘みがやや強く、食味は良い。特に、収穫後、貯蔵し、年を越える頃になると、実がやわらかくなり、色も飴色を帯びてきて、ぐんと甘みが増す。痩せた土地に強く、保存も効くことからこうした離島に定着することとなった。しかしながら、在来品種であるので収量は現在の栽培品種に及ばない。

## 産地別の栽培と利用状況

### 新居大島
愛媛県新居浜市の新居大島（大島）で栽培されている。2003年頃より、白いもを原料とした「あんぶん」という銘柄の芋焼酎づくりが始まっており、新居浜市内や松山市内で販売されている。

### 新島
サツマイモは江戸時代に新島に導入されたが、その中でもアメリカ芋は
1. やせ地を好むため新島の土壌でも栽培できる。
2. 長期の貯蔵ができる。秋に収穫し床下の「芋穴」に入れておけば麦が収穫できる5月ぐらいまで貯蔵が可能。

という特徴のために島に定着し、人々を飢饉から救ってきた歴史がある。
近年、新島で行われた「芋フェスタ2009」のイベントで新居大島の活用事例が参考に紹介された。東京都農林水産業技術交換大会で新島村農業研究会の「新たな換金作物としてのアメリカ芋栽培」が最優秀賞を受賞。芋フェスタ2010では土産・贈答品としての活用が図られた。
これまでは島の各農家は自家用や親類・知人への贈答程度の栽培であったため、芋焼酎を島の活性化につなげるためにアメリカ芋の増産を図っている。